# Чудновцев, Николай Александрович

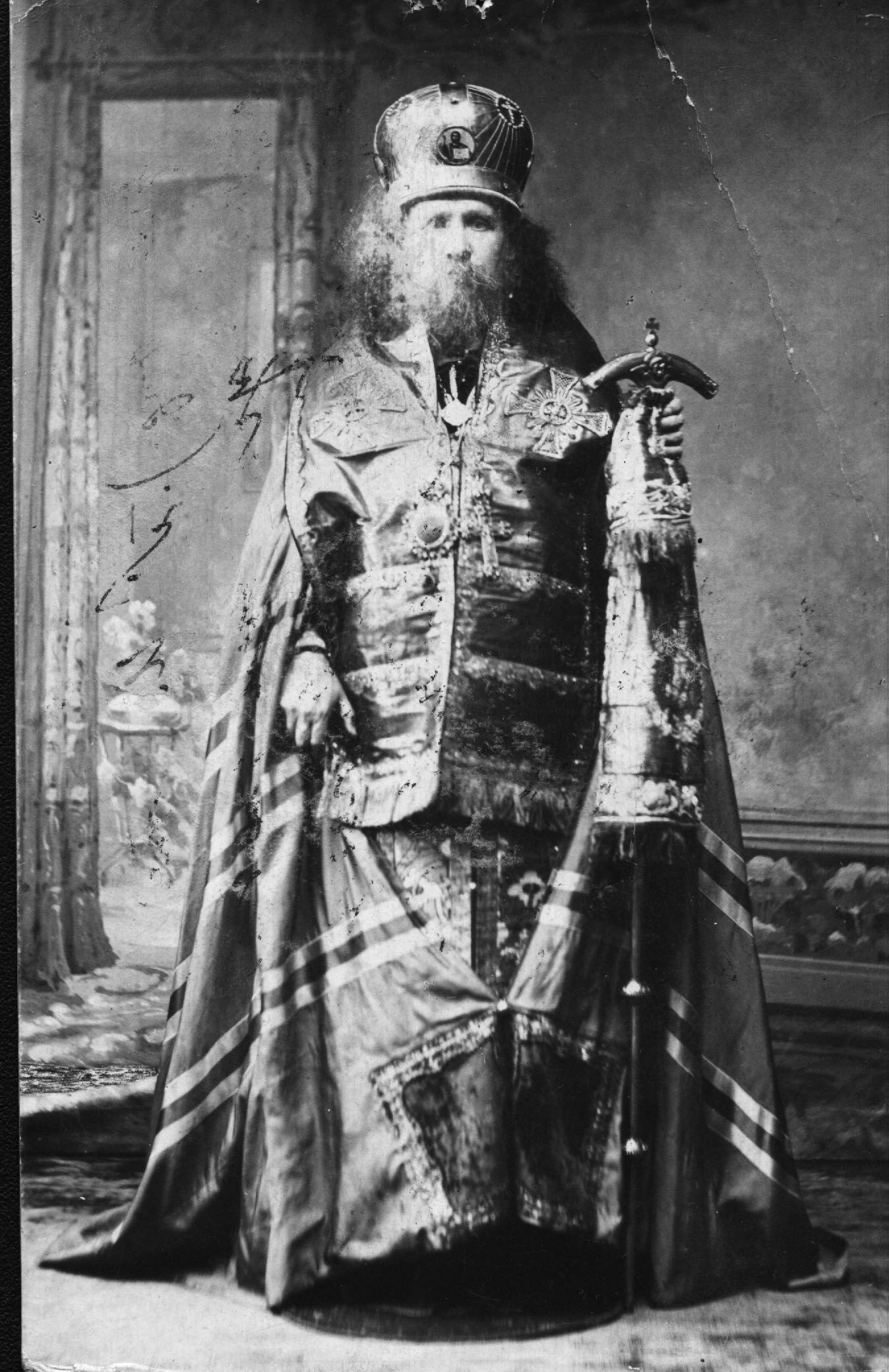
Обновленческий архиепископ Вятский Николай Чудновцев

Николай Александрович Чудновцев (29 мая 1873 — 1 августа 1937, Тамбов) — деятель обновленчества, обновленческий архиепископ Ишимский.

## Биография
Родился 13 мая 1873 года в селе Преображенском (Змиевской уезд Харьковская губерния) в семье диакона.
В 1888 года окончил Екатеринодарское духовное училище. В 1894 году окончил Ставропольскую духовную семинарию.
25 июня 1894 года рукоположён в сан диакона и назначен к Екатерининской церкви станицы Екатериновской Ейского отдела Кубанской области Ставропольской епархии.
В июне того же года определён учителем Мужская церковно-приходская школа грамоты на Куриловской стороне около новостроящегося храма Всемилостивого Спаса станицы Екатериновской.
12 июня 1895 года рукоположён в сан священника и назначен к Николаевскому молитвенному дому станицы Ширванской Майкопского отдела Кубанской области.
6 февраля 1896 года назначен окружным миссионером церквей 16-го округа Кубанской области.
15 ноября 1896 года назначен священником Николаевской церкви села Царский Дар Майкопского отдела Кубанской области.
24 января 1902 года назначен священником Александро-Невской церкви города Майкопа. 4 апреля 1902 года награждён набедренником.
17 февраля 1903 года назначен священником Михаило-Архангельской церкви станицы Рязанской Екатеринодарского отдела.
16 марта 1903 года уволен за штат в связи с поступлением в Киевскую духовную академию, которую окончил в 1907 году окончил Киевскую духовную академию со степенью кандидата богословия «с правом получения степени магистра без новых устных испытаний чрез представление удовлетворительного для сей степени нового сочинения».
В 1907 году назначен законоучителем Ольгинской женской гимназии в Ставрополе. 2 апреля 1908 года награждён бархатной фиолетовой скуфьёй.
В 1908 году назначен настоятелем Александро-Невской церкви при Одесском коммерческом училище купеческого сословия и законоучителем. Одновременно с 1909 года по 1912 года был законоучителем Одесских женских гимназий Н. А. Бутович и А. И. Бракенгеймер. 28 марта 1911 года награждён камилавкой. 1 апреля 1913 года награждён наперсным крестом, от Святейшего Синода выдаваемым.
29 сентября 1916 года назначен священником Николаевской (Ботанической) церкви города Одессы.
В апреле 1917 года назначен редактором отдела «Правда Божия» в газете «Малый одесский листок». Возведён в сан протоиерея. Был настоятелем Преображенского кафедрального собора года Одессы.
В 1922 году уклонился в обновленческий раскол и становится заместителем председателя временного комитета одесской группы «Живой Церкви».
Овдовел. Принял рясофор. 13 июля 1924 года хиротонисан во епископа Армавирского, викария Кубано-Черноморской обновленческой епархии.
В феврале 1927 году был участником Первого Всесоюзного миссионерского совещания.
13 мая 1927 года возведён в сан архиепископа. В том же году назначен архиепископом Армавирским и Майкопским, председателем обновленческого Армавирского епархиального управления. Кафедра располагалась в Николаевском соборе г. Армавира.
25 ноября 1927 года назначен архиепископом Донским и Новочеркасским, председателем обновленческого Донского епархиального управления. Кафедра располагалась в Петропавловском соборе города Шахты. 21 июня 1928 года избран архиепископом Донским и Новочеркасским, председателем обновленческого Донского епархиального управления.
12 сентября 1929 года назначен архиепископом Пятигорским и Терским, председателем Пятигорского епархиального управления. Кафедра располагалась в Спасском соборе города Пятигорска.
В 1930 году уволен на покой. Проживал в Кисловодске.
27 мая 1931 года был епархиальным съездом избран архиепископом Вятским и Слободским, председателем Вятского епархиального управления. 3 июня 1931 года утверждён в данной должности. Кафедра располагалась в Иоанно-Предтеченской церкви города Вятки. 26 апреля 1932 года награждён правом ношения креста на клобуке.
В декабре 1934 года назначен архиепископом Горьковским, управляющим Горьковской митрополией и председателем обновленческого Горьковского краевого митрополитанского церковного управления. Кафедра располагалась в Сергиевской новокладбищенской церкви Горького.
В 1935 году назначен архиепископом Тамбовским. Кафедра располагалась в Покровской церкви Тамбова. 9 марта 1936 года переименован в архиепископа Тамбовского и Моршанского.
5 августа 1936 года назначен архиепископом Ишимским. Кафедра располагалась в Николаевской церкви Ишима.
Ночью со 2-го на 3-е февраля 1937 года в сторожке сельского храма был убит топором церковный сторож Василий Преображенский. К его убийству, как выяснилось в ходе следствия, проведённого РО УНКВД совместно с младшим следователем бывшего Ишимского окротдела лейтенантом Бараусовым, оказались прямо или косвенно причастными более 10 человек, а расследование заурядного, на первый взгляд, уголовного преступления привело к «раскрытию» одной из групп «контрреволюционной церковной организации», действовавшей на территории бывшего Ишимского округа Омской области. В эту группу по версии следствия входили обновленческий архиепископ Николай (Чудновцев), ссыльный епископ Серафим (Звездинский) и группа священнослужителей.
26 февраля 1937 года в связи с закрытием епархии уволен на покой. Проживал в Тамбове у дочери, где занимался живописью. Арестован 14 апреля 1937 года в Тамбове. 5 августа 1937 года постановлением Тройки УНКВД СССР по Воронежской области приговорён к высшей мере наказания. Расстрелян 11 августа 1937 года в Тамбове.